# Räuberteller

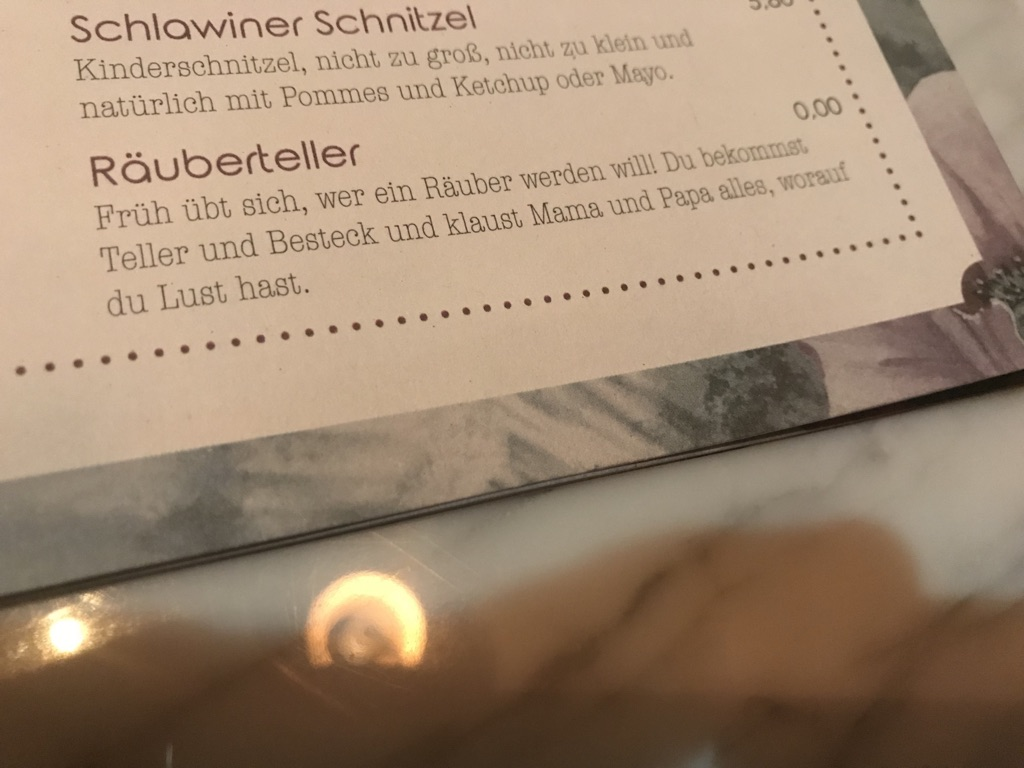
Räuberteller auf einer Speisekarte

Als Räuberteller, auch Piratenteller, wird in der Gastronomie ein leerer Teller mit Besteck bezeichnet, auf dem in Gaststätten Kinder von ihren Eltern oder anderen Begleitpersonen Teile von deren Essen erhalten. Dabei bezieht sich der erste Teil des Wortes – Räuber bzw. Pirat – auf das Verhalten des „Räuberns“ als Mitessen bei anderen.

## Definition
Der Begriff findet sich häufig auf Speisekarten etwa in der Rubrik „Für unsere kleinen Gäste“, wo er beispielsweise als „Teller mit Besteck zum Räubern bei den Großen“ beschrieben wird. Alternativ wird „bei den Großen“ auch durch „bei den Eltern“ oder „bei der Familie“ ersetzt. Der Räuberteller ist in der Regel kostenlos, es handelt sich also lediglich um die Bereitstellung von „Werkzeug für Mit-Esser“. Es sind auch Fälle bekannt, wo Räuberteller etwas kosten. Im August 2024 sorgte ein Wirt in Pörtschach international für mediale Aufregung, nachdem ein Gast die Kosten von 8 Euro für einen Räuberteller publik machte. Der Preis war der Speisekarte zu entnehmen.

## Geschichte
2004 erhielt ein zehnjähriges Mädchen aus Berlin für den Vorschlag eines „Räubertellers“ den Sonderpreis bei einem Wettbewerb des Marriott-Hotels. Ihre Begründung lautete, dass die Portionen im Restaurant für ein Kind zu groß seien und sie lieber bei den Erwachsenen probieren möchte. Der Räuberteller ermuntert dazu, statt der fett- und energiereichen Gerichte, die häufig auf Kindertellern angeboten werden, auch Gemüse und Fisch zu probieren.
Bei einer Umfrage von 2015 unter Familien mit Kindern, was sie sich bei einem Restaurantbesuch wünschen, wurde neben Malsachen oder Spielecke, kindgerechten Speisekarten, kinderfreundlich angerichteten Gerichten, kleinen Portionen und wählbaren Kombinationen auch der Räuberteller genannt.